# Carole Bouquet

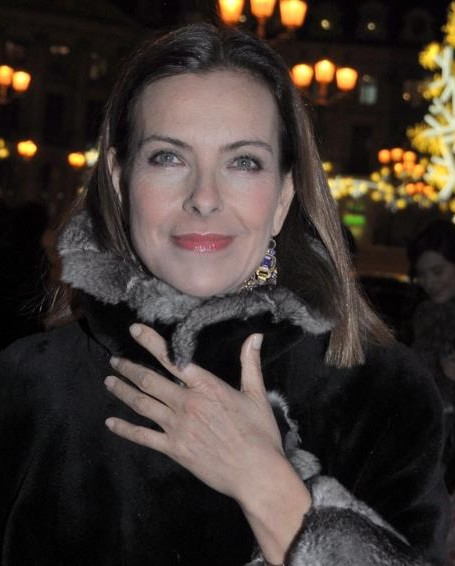
Carole Bouquet, 2013

Carole Bouquet (* 18. August 1957 in Neuilly-sur-Seine bei Paris) ist eine französische Schauspielerin. Bekannt wurde sie 1977 durch Luis Buñuels letzten Film Dieses obskure Objekt der Begierde (1977) sowie als Bond-Girl Melina Havelock in James Bond 007 – In tödlicher Mission (1981).

## Leben

### Herkunft und Ausbildung
Als Carole Bouquet drei Jahre alt war, trennten sich ihre Eltern, und sie wuchs unter der Obhut ihres Vaters auf. Ihre Schulzeit absolvierte sie in einer von Dominikanerinnen geführten Schule. Nach einer kurzen Studienzeit an der Sorbonne beschloss sie, Schauspielerin zu werden. Sie besuchte ab 1976 für drei Jahre das Conservatoire d’art dramatique de Paris. Während des ersten Studienjahrs lernte sie Luis Buñuel bei einem Casting kennen, der sie für ihren ersten Film engagierte.

### Theaterkarriere
Carole Bouquet stand auch während ihrer Filmkarriere gelegentlich auf der Theaterbühne. 1992 spielte sich im Théâtre Hébertot unter der Regie von Sami Frey in Harold Pinters Stück Oldtimes (C'était hier). 2002 hatte sie im Théâtre de Nice die Hauptrolle in Jean Racines Tragödie Phèdre in einer Inszenierung von Jacques Weber. 2008 spielte sie am Théâtre des Bouffes du Nord an der Seite von Lambert Wilson, der das Stück auch inszenierte, die Bérénice in Racines gleichnamigen Stück. 2023 übernahm sie die Rolle ein weiteres Mal im Theater La Scala Paris, gespielt von der Compagnie des Théâtre National de Nice unter der Regie von Muriel Mayette.

### Filmkarriere
Bereits ihr erster Film, Dieses obskure Objekt der Begierde (1977), der zugleich der letzte Film von Luis Buñuel war, wurde ein internationaler Erfolg und brachte Bouquet Aufmerksamkeit. Nach weiteren französischen Filmen, unter anderem Den Mörder trifft man am Buffet (1979), spielte Bouquet 1981 die weibliche Hauptrolle der Melina Havelock in dem James-Bond-Film In tödlicher Mission. Obwohl sie durch den Film internationale Bekanntheit erlangte, bereute sie ihre Mitwirkung an der Filmreihe später, da diese ihrer Karriere eher geschadet als geholfen habe. Obwohl ihr die Rolle als Bond-Girl keinen Durchbruch in Hollywood verschaffte, gelang ihr eine erfolgreiche schauspielerische Karriere in Europa. Zu ihren erfolgreichsten Filmen in den 1980er Jahren zählen Bingo Bongo (1982), Die Verschwörung (1985), Jenatsch (1987) und Woody Allens New Yorker Geschichten (1989). Nachdem sie bereits für Die Enthüllung (1984) nominiert war, wurde sie 1990 für ihre Rolle in Zu schön für Dich in der Kategorie Beste Schauspielerin mit dem französischen Filmpreis César ausgezeichnet.
In den 1980er und 1990er Jahren war Bouquet Werbegesicht von Chanel.
Nach weiteren erfolgreichen Filmen wie Tango Mortale (1993), Liebe und andere Geschäfte (1994) und Wasabi – Ein Bulle in Japan (2001) trat sie 2004 in der letzten Folge der Fernsehserie Sex and the City in einer Gastrolle auf. Für die Hauptrolle in dem Film Ein weiter Weg zum Glück wurde sie 2005 beim Internationalen Filmfestival von Stockholm als beste Schauspielerin ausgezeichnet.
2014 spielte sie an der Seite von Zoe Saldana die Rolle der Margaux Castevet in der Miniserie Rosemary's Baby, einem Remake des gleichnamigen Films aus dem Jahr 1968. 2017 spielte sie eine Hauptrolle in der Französischen Miniserie La Mante.
1999 war Carole Bouquet Jury-Mitglied des 4. Shanghai International Filmfestival und 2014 beim Cannes Film Festival.

## Privates
Carole Bouquet hat aus der Ehe mit dem Filmproduzenten Jean-Pierre Rassam (1941–1985) einen Sohn (* 1981), den französischen Filmproduzenten Dimitri Rassam, der von 2019 bis 2023 mit Charlotte Casiraghi verheiratet war.
Sie hat einen weiteren Sohn (* 1987) mit dem Modefotografen Francis Giacobetti. Von 1997 bis 2005 war sie mit Gérard Depardieu liiert (von 2003 bis 2005 auch verlobt), mit dem sie auch in vielen Filmen gemeinsam auftrat.

## Filmografie (Auswahl)
- 1977: Dieses obskure Objekt der Begierde (Cet obscur objet du désir)
- 1979: Den Mörder trifft man am Buffet (Buffet froid)
- 1980: Blank Generation
- 1980: Double für Maurice (Il capotto di Astrakan)
- 1981: James Bond 007 – In tödlicher Mission (For Your Eyes Only)
- 1982: Tag der Idioten
- 1982: Bingo Bongo
- 1983: Mystere – Der Killer und das Callgirl (Mystère)
- 1983: Dream One (Nemo)
- 1984: Der dicke König Dagobert (Le bon roi Dagobert)
- 1984: Die Enthüllung (Rive droite, rive gauche)
- 1985: Die Verschwörung (Spécial police)
- 1986: Double messieurs
- 1986: La coda del diavolo
- 1987: Jenatsch
- 1989: New Yorker Geschichten (New York Stories)
- 1989: Zu schön für Dich (Trop belle pour toi)
- 1989: Bunker Palace Hôtel
- 1991: Donne con le gonne
- 1993: Tango Mortale (Tango)
- 1994: Liebe und andere Geschäfte (A business affair)
- 1994: Grosse fatigue
- 1997: Lucie Aubrac
- 1997: Le Rouge et Le Noir (Fernsehfilm)
- 1998: Verhängnisvolles Alibi (En plein cœur)
- 1999: Die Brücke von Ambreville (Un pont entre deux rives)
- 2000: Bérénice (Fernsehfilm)
- 2000: Le pique-nique de Lulu Kreutz – Regie: Didier Martiny
- 2001: Madame De … (Fernsehfilm)
- 2001: Wasabi – Ein Bulle in Japan (Wasabi)
- 2002: Küss mich, wenn du willst (Embrassez qui vous voudrez)
- 2002: Blanche
- 2002: Ruy Blas (Fernsehfilm)
- 2003: Welcome to the Roses (Bienvenue chez les Rozes)
- 2003: Nächtliche Irrfahrt (Feux rouges)
- 2004: Das Alphabet des Lebens (Les fautes d’orthographe)
- 2004: Sex and the City (Fernsehserie, Folge 6x20 An American Girl in Paris: Part Deux)
- 2005: Hilfe, bei mir wird renoviert (Travaux, on sait quand ça commence …)
- 2005: Ein weiter Weg zum Glück (Nordeste)
- 2005: Wie in der Hölle (L’enfer)
- 2005: Ein perfekter Freund (Un ami parfait)
- 2006: Aurore
- 2007: Si c’était lui …
- 2008: Les hauts murs
- 2008: Les enfants de Timpelbach
- 2009: Je vais te manquer
- 2009: L’éloignement (Fernsehfilm)
- 2010: Nix zu verhaften (Protéger & servir)
- 2010: Libre échange
- 2011: Le grand restaurant II (Fernsehfilm)
- 2011: Impardonnables
- 2012: Mauvaise fille
- 2014: Rosemary’s Baby (Miniserie, 2 Folgen)
- 2014–2016: Spin – Paris im Schatten der Macht (Les hommes de l’ombre) (Fernsehserie, 12 Folgen)
- 2014: Nur eine Stunde Ruhe! (Une heure de tranquillité)
- 2017: La Mante (Miniserie, 6 Folgen)
- 2018: Voyez comme on danse
- 2019: Zimmer 212 – In einer magischen Nacht (Chambre 212)
- 2020: Boutchou
- 2020: Grand Hôtel (Miniserie, 8 Folgen)
- 2020: I Love You Coiffure (Fernsehfilm)
- 2021–2022: In Therapie (En thérapie, Serie, 8 Folgen)
- 2021: Les fantasmes
- 2022: Tempête
- 2023: Icon of French Cinema (Miniserie, Folge 1x03)
- 2023: Escort Boys (Miniserie, Folge 1x01)
- 2023: Captives
- 2024: Cat’s Eyes (TV-Miniserie, 8 Folgen)
- 2024: La Maison (Miniserie, 8 Folgen)

## Preise und Auszeichnungen
- 1990: César in der Kategorie Beste Hauptdarstellerin für Zu schön für Dich
- 2005: Stockholm International Film Festival als beste Hauptdarstellerin für Ein weiter Weg zum Glück (Nordeste)
- 2011: Komtur des Ordre des Arts et des Lettres